# Zwerfsnuitmot
De zwerfsnuitmot (Diplopseustis perieresalis) is een vlinder uit de familie van de grasmotten (Crambidae), uit de onderfamilie van de Lathrotelinae. De wetenschappelijke naam van deze soort is voor het eerst gepubliceerd in 1859 door Francis Walker.

## Verspreiding
De Zwerfsnuitmot komt oorspronkelijk uit Oost-Azië en het Australaziatisch gebied en heeft waarschijnlijk door menselijk handelen zich begin 21e eeuw weten te vestigen op de Canarische Eilanden La Gomera en Tenerife. Van daaruit heeft de soort (op eigen kracht en/of met behulp van de mens) zich verder verspreid over Europa. De eerste waarneming in Nederland dateert uit 2004 in een bloemenwinkel in 's-Heerenberg. In Afrika is deze soort vastgesteld in Soedan.

## Waardplanten
Vermoed wordt dat de rups op Howea forsteriana en Dypsis lutescens leeft. Deze planten worden onder andere in tuincentra en supermarkten verkocht. In Nieuw-Zeeland leeft de rups vermoedelijk op Carex secta.